# Muhammad Rian Ardianto
Muhammad Rian Ardianto (* 13. Februar 1996 in Bantul) ist ein indonesischer Badmintonspieler.

## Karriere
2014 feierte Ardianto erste internationale Erfolge bei Juniorenturnieren, als er mit dem indonesischen Nachwuchsteam Zweiter bei den Weltmeisterschaften und Dritter im Doppel wurde. 2015 gewann den Titel bei den Austrian International. Bei den New Zealand Open, die zum BWF Grand Prix gehörten, zog er ins Endspiel ein. 2017 zog Ardianto ins Endspiel der Badminton Open Saarbrücken ein und erspielte mit der indonesischen Nationalmannschaft die Goldmedaille bei den Südostasienspielen, während er an der Seite von Fajar Alfian Dritter wurde. Im folgenden Jahr erspielte er mit dem Nationalteam die Bronzemedaille beim Thomas Cup, der Weltmeisterschaft der Herrenteams. Bei den Asienspielen in Jakarta wurde er im Herrendoppel und beim Mannschaftswettkampf Zweiter. Außerdem wurde er bei den German Open Zweiter und siegte bei den Malaysia Masters und den Syed Modi International. 2019 triumphierte Ardianto bei zwei Turnieren der BWF World Tour, den Swiss Open und den Korea Open. Bei den Weltmeisterschaften erspielte er im Herrendoppel die Bronzemedaille. Mit der indonesischen Mannschaft wurde er bei den Asienmeisterschaften Dritter und verteidigte den Titel bei den Südostasienspielen. Im Folgejahr gewann er mit dem Nationalteam die Mannschaftsasienmeisterschaft und war 2021 beim Thomas Cup siegreich. Obwohl Alfian und Ardianto in der Qualifikation für die Olympischen Sommerspiele in Tokio auf dem sechsten Platz lagen, konnten sie nicht an Olympia teilnehmen, da pro Nation nur zwei Paarungen antreten durften. 2022 gewann er die Swiss Open und die Malaysia Masters zum zweiten Mal, triumphierte bei den Indonesian Masters und wurde bei drei weiteren Wettbewerben der Welttour Vizemeister. Bei den Asienmeisterschaften und den Weltmeisterschaften gewann Ardianto die Bronzemedaille, während er mit der indonesischen Nationalmannschaft beim Thomas Cup Zweiter wurde. 2024 nahm er an Olympia teil und wurde dort Fünfter im Doppel.

## Sportliche Erfolge
| Jahr | Veranstaltung                   | Platz | Disziplin    | Spielpartner |
| ---- | ------------------------------- | ----- | ------------ | ------------ |
| 2014 | Indonesia International 2014    | 1.    | Herrendoppel | Fajar Alfian |
| 2015 | Austrian International 2015     | 1.    | Herrendoppel | Fajar Alfian |
| 2015 | New Zealand Open 2015           | 2.    | Herrendoppel | Fajar Alfian |
| 2015 | USM International 2015          | 1.    | Herrendoppel | Fajar Alfian |
| 2015 | Indonesische Meisterschaft 2015 | 3.    | Herrendoppel | Fajar Alfian |
| 2016 | Walikota Surabaya Cup           | 1.    | Herrendoppel | Fajar Alfian |
| 2016 | Chinese Taipei Grand Prix 2016  | 1.    | Herrendoppel | Fajar Alfian |
| 2017 | SaarLorLux Open 2017            | 2.    | Herrendoppel | Fajar Alfian |
| 2017 | Südostasienspiele 2017          | 3.    | Herrendoppel | Fajar Alfian |
| 2018 | Malaysia Masters 2018           | 1.    | Herrendoppel | Fajar Alfian |
| 2018 | German Open 2018                | 2.    | Herrendoppel | Fajar Alfian |
| 2018 | Syed Modi International 2018    | 1.    | Herrendoppel | Fajar Alfian |
| 2018 | Asienspiele 2018                | 2.    | Herrendoppel | Fajar Alfian |
| 2018 | Asienspiele 2018                | 2.    | Mannschaft   | Indonesien   |
| 2018 | Thomas Cup 2018                 | 3.    | Mannschaft   | Indonesien   |
| 2019 | Swiss Open 2019                 | 1.    | Herrendoppel | Fajar Alfian |
| 2019 | Korea Open 2019                 | 1.    | Herrendoppel | Fajar Alfian |
| 2019 | Weltmeisterschaft 2019          | 3.    | Herrendoppel | Fajar Alfian |
| 2019 | Asienmeisterschaft 2019         | 3.    | Mannschaft   | Indonesien   |
| 2019 | Südostasienspiele 2019          | 1.    | Mannschaft   | Indonesien   |
| 2020 | Asienmeisterschaft 2020         | 1.    | Mannschaft   | Indonesien   |
| 2021 | Thomas Cup 2020                 | 1.    | Mannschaft   | Indonesien   |
| 2022 | Swiss Open 2022                 | 1.    | Herrendoppel | Fajar Alfian |
| 2022 | Korea Open 2022                 | 2.    | Herrendoppel | Fajar Alfian |
| 2022 | Thailand Open 2022              | 2.    | Herrendoppel | Fajar Alfian |
| 2022 | Indonesian Masters 2022         | 1.    | Herrendoppel | Fajar Alfian |
| 2022 | Malaysia Open 2022              | 2.    | Herrendoppel | Fajar Alfian |
| 2022 | Malaysia Masters 2022           | 1.    | Herrendoppel | Fajar Alfian |
| 2022 | Asienmeisterschaft 2022         | 3.    | Herrendoppel | Fajar Alfian |
| 2022 | Weltmeisterschaft 2022          | 3.    | Herrendoppel | Fajar Alfian |
| 2022 | Thomas Cup 2022                 | 2.    | Mannschaft   | Indonesien   |
| 2024 | Olympia                         | 5.    | Herrendoppel | Fajar Alfian |